# Isocladus spiniger
Isocladus spiniger är en kräftdjursart som först beskrevs av James Dwight Dana 1853.  Isocladus spiniger ingår i släktet Isocladus och familjen klotkräftor. Inga underarter finns listade i Catalogue of Life.